# Mulatu Teshome
Mulatu Teshome Wirtu (en amharique, ሙላቱ ተሾመ), né le 29 janvier 1957, est un homme d'État éthiopien, occupant du 7 octobre 2013 au 25 octobre 2018 le poste de président de la république démocratique fédérale d’Éthiopie,.

## Biographie
Mulatu est né en 1955 ou 1956 à Arjo, dans la province de Welega. Il fait ses études en Chine, où il obtient un baccalauréat en philosophie de l'économie politique et un doctorat en droit international de l'université de Pékin et y étudie aussi à l'université des langues et des cultures de Pékin. Il a obtenu sa maîtrise en droit et diplomatie de la Fletcher School of Law and Diplomacy de l'université Tufts en 1990.
Au milieu des années 1990, il est sous-ministre du Développement économique et de la Coopération auprès du ministre Girma Birru. En 2001, il est nommé ministre de l'Agriculture. Il est également président de la Chambre de la fédération de 2002 à 2005. Il est ambassadeur de l'Éthiopie en Chine, Japon, Turquie et en Azerbaïdjan.
Alors qu'il est ambassadeur en Turquie, il est élu président de l'Éthiopie par un vote parlementaire unanime le 7 octobre 2013. Comme ses prédécesseurs Girma Wolde-Giorgis et Negasso Gidada, il est oromo.